# Bedlam Born
| Recensione | Giudizio |
| ---------- | -------- |
| AllMusic   |          |

Bedlam Born è un album degli Steeleye Span, pubblicato dalla Park Records nel settembre del 2000. Il disco fu registrato al Warehouse Studios di Oxford (Inghilterra).

## Tracce
1. Well Done Liar! – 4:35 (Brano tradizionale, arrangiamento di Bob Johnson)
2. Who Told the Butcher? – 2:58 (Peter Knight)
3. John of Ditchford – 3:43 (Tim Harries (musica) e testo adattato a un racconto di Eric Jenkins del 1322)
4. I See His Blood Upon the Rose – 4:58 (testo di Joseph Plunkett, musica e arrangiamento di Tim Harries e Gay Woods)
5. Black Swan – 1:50 (Tim Harries)
6. The Beggar – 3:00 (Brano tradizionale, arrangiamento e musica di Bob Johnson)
7. Poor Old Soldier – 2:20 (Peter Knight)
8. Arbour – 1:26 (Gay Woods (testo), Tim Harries (musica))
9. There Was a Wealthy Merchant – 4:58 (Brano (testo) tradizionale, arrangiamento e musica di Tim Harries)
10. Beyond the Dreaming Place – 3:04 (Gay Woods (testo), Peter Knight (musica))
11. We Poor Labouring Men – 5:05 (Brano tradizionale, arrangiamento Steeleye Span)
12. The Connemara Cradle Song – 5:38 (Brano tradizionale (musica), Delia Murphy (testo))
13. Stephen – 4:25 (Brano tradizionale, arrangiamento e adattamento di Tim Harries)
14. The White Cliffs of Dover – 3:06 (Nat Burton, Walter Kent, arrangiamento di Gay Woods)

## Musicisti
- Gay Woods - voce, bodhrán
- Bob Johnson - voce, chitarra acustica, chitarra elettrica
- Peter Knight - voce, tastiere, violino
- Tim Harries - basso, chitarra elettrica, tastiere, voce

Musicista aggiunto 
- Dave Mattacks - batteria, percussioni